# Kočevski rog – Baza 20

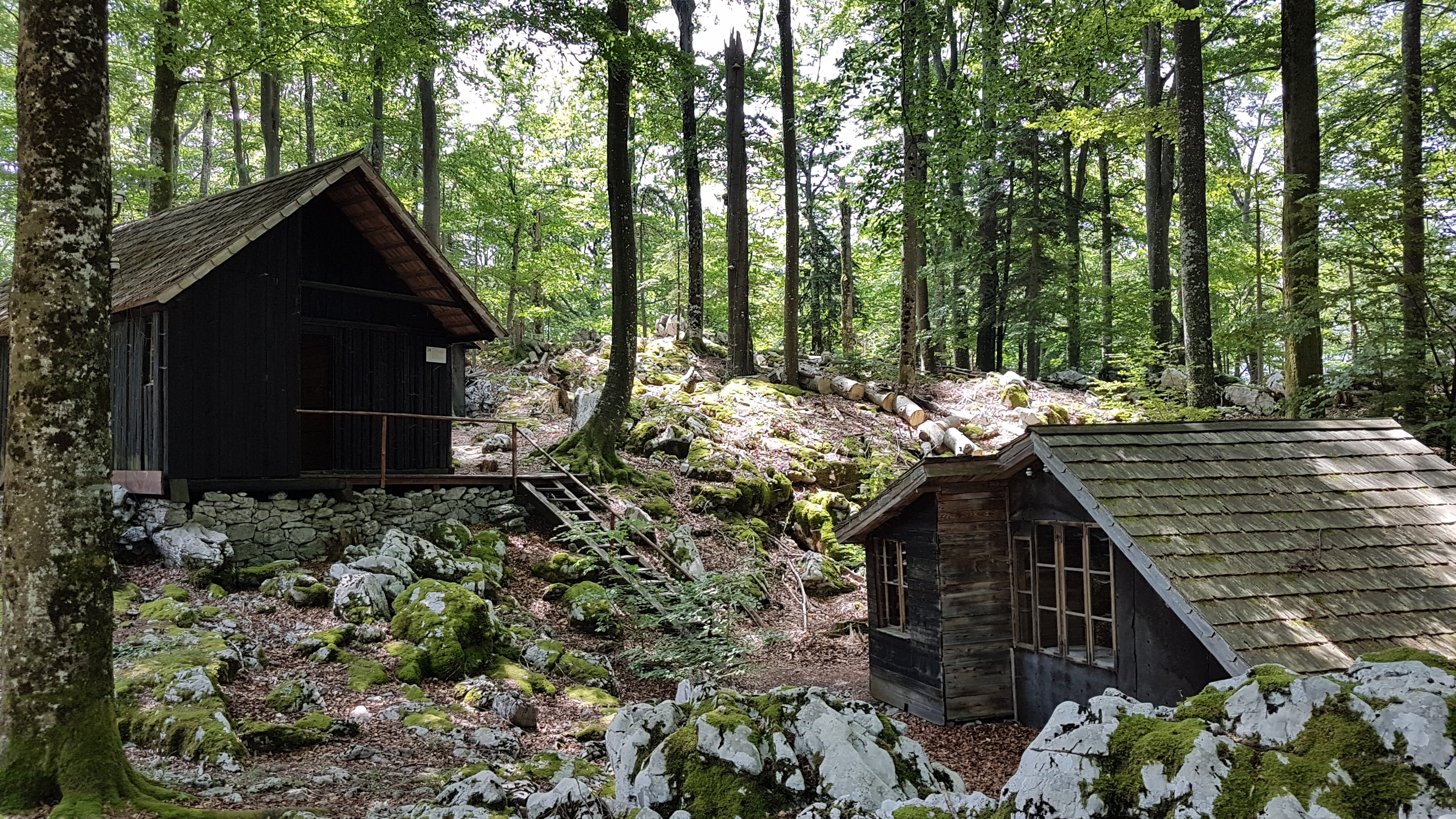
Baracken in Baza 20 (2019)

Kočevski Rog – Baza 20 (deutsch: Hornwald-Partisanenbasis 20) ist der Name eines Freilichtmuseums (Abteilung des Dolenjski muzej Novo mesto) im Kočevski Rog oberhalb von Podturn pri Dolenjskih Toplicah, Ortsteil Podstenice der Gemeinde Dolenjske Toplice in der Region Jugovzhodna Slovenija (Südost-Slowenien).

## Geschichte
Kočevski Rog - Baza 20 oder Partisanenbasis 20 (ursprünglich „Punkt 20“ genannt), eine Barackensiedlung im unzugänglichen Gelände des Hornwaldes, war das Hauptquartier der politischen und militärischen Führung der slowenischen Nationalen Befreiungsbewegung (OF) während des Zweiten Weltkriegs. In den Jahren 1943 und 1944 befanden sich dort einige Zeit das Zentralkomitee der Kommunistischen Partei Sloweniens, die OF-Führung  und das Oberkommando der slowenischen Partisanen sowie Druckereien und sonstige technische Infrastruktur. Die 26 Gebäude beherbergten etwa 180 Personen.
Aufgrund der guten Tarnung und Geheimhaltung ist das Lager von den deutschen und italienischen Besatzern nie entdeckt worden.

## Baza 20 heute
Nach dem Krieg wurde die Barackensiedlung konserviert und insbesondere ab 1990 umfassend restauriert. Seit 2010 ist Baza 20 als Kulturdenkmal von nationaler Bedeutung geschützt. Die meisten Baracken sind noch mit Originalmöblierung ausgestattet, mehrere Baracken zeigen Ausstellungen über das Leben in der Siedlung und über Personen, die dort gelebt und gearbeitet haben.